# Parti fasciste démocratique
Le Parti fasciste démocratique (en italien: Partito democratico fascista PDF) était un parti politique italien néo-fasciste clandestin de l'après-guerre qui se rendit célèbre pour avoir enlevé le corps de Benito Mussolini à Milan.

## Histoire
Le groupe, dirigé par Domenico Leccisi (fondateur avec Mauro Rana et Antonio Parozzi), faisait partie de cette galaxie de groupes néo-fascistes formés après la Seconde Guerre mondiale: il a choisi ce nom en référence au concept de démocratie organique conçue par le fascisme et formalisé pendant la République sociale italienne (RSI), en adoptant le paquet sans symbole de la hache.
Le groupe d’information du parti démocrate fasciste était Lotta Fascista, un journal clandestin considéré comme le meilleur de la période, parmi les journaux clandestins néo-fascistes, en termes de style, de graphisme et de qualité typographique.

### Les homicides de la "Volante Rossa"
Les assassinats de fascistes à Milan principalement par la Volante Rossa ont incité ces derniers à se regrouper et à prendre l'initiative. Le 5 novembre 1945, les panneaux d'affichage du cinéma Odeon faisant la publicité du film Rome Open City sont incendiés. L'action a été revendiquée par le nouveau Parti fasciste démocratique de Domenico Leccisi. Le 9 décembre 1946, l'ex-auxiliaire Brunilde Tanzi s'est également inscrit auprès du Parti fasciste démocratique, qui a réussi à remplacer un disque lors d'émissions publicitaires, ce qui a eu pour effet de faire résonner l'hymne fasciste sur la Piazza del Duomo. Quelques mois plus tard, elle a été assassinée rue San Protaso, au centre de Milan, mais les auteurs matériels de l'assassinat du jeune auxiliaire n'ont jamais été découverts, mais les modalités rappellent celles de la Volante Rossa.

### Enlèvement du corps de Benito Mussolini
Les italiens se souviennent de ce groupe car entre le 27 et le 28 avril 1946, lors de l'anniversaire de la mort de Mussolini, les restes du corps ont été enterrés dans le cimetière Musocco, où ils ont été inhumés de manière anonyme.
Voici comment Leccisi lui-même le disait:
"Nous sommes descendus dans la fosse et avons réussi, en tenant une main sous les épaules du cadavre, le laissant passer une corde autour de sa poitrine et une autre autour de ses jambes. Lorsque nous l'avons relevée, ses bras sont tombés et sa tête est restée droite: le corps a repris la position d'attention caractéristique qu'il donnait à Mussolini, en particulier lors des cérémonies publiques, lui conférant une apparence martiale et incomparable."
Leccisi et sa famille ont envoyé deux lettres, l'une à l'Avanti! et l'autre à l'Unità, signée par le comité directeur central du Parti communiste italien.
Le 7 mai, ils décidèrent de le transporter dans un endroit plus sûr: le couvent de l'Angelicum de Milan, avec la complicité du père Alberto Parini et du père Enrico Zucca, qui, terrifiés par la responsabilité qu'ils avaient assumée, le transférèrent à la Certosa di Pavia.
Le 3 juillet 1946, le quartier général de la police à Milan annonce l'annonce de l'arrestation de deux trafiquants: Leccisi et Antonio Perozzi, sans aucune trace du cadavre. Il semble que le groupe de Leccisi, après l'avoir caché, ait perdu des fragments d'os près d'une villa de Madesimo sur le chemin.
Pressé par les cercles ecclésiastiques, le père Parini décida de tout dire et le 12 août 1946, il accompagna lui-même le chef de la police milanaise, Agnesina, et le chef du bureau politique, Ancillotti, pour récupérer ce qui restait des restes.
L'action de Leccisi, un jeune qui a agi sans opinions ni autorisations de la part des anciens hiérarques, a été accueillie avec enthousiasme par l'ensemble de l'environnement néo-fasciste.